# وانتوز، شرانت
وانتوز (به فرانسوی: Ventouse, Charente) یک کمون در فرانسه است که در Canton of Mansle واقع شده‌است.

## خصوصیات
ونتوس ۱۰٫۱۵ کیلومترمربع مساحت و ۱۲۱ نفر جمعیت دارد و ۱۱۲ متر بالاتر از سطح دریا واقع شده‌است.